# Çaldaş
Çaldaş è un comune dell'Azerbaigian situato nel distretto di Gədəbəy. Conta una popolazione di 1 772 abitanti.